# 辐辏状云

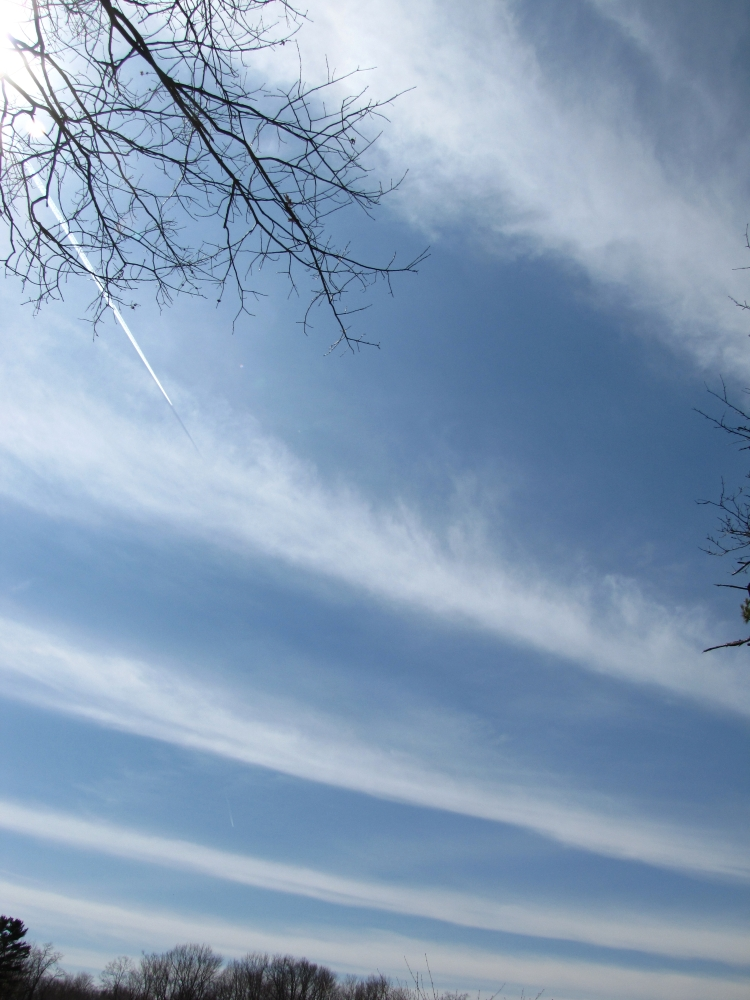
典型的辐辏状毛卷云

辐辏状云（学名：Radiatus，缩写：Ra)，是云的一类变种，指由数条近似平行排列的、较为宽阔的云带组成的云，适用于卷云、高积云、高层云、层积云和积云这五类云属。由于透视的影响，辐辏状云在视觉上会汇聚于地平线附近的灭点处。